# Umberto Paradisi
Umberto Paradisi (29 de junio de 1878 – 21 de junio de 1933) fue un director, actor, periodista y productor cinematográfico de nacionalidad italiana, activo en la época del cine mudo.

## Biografía
Su nombre completo era Umberto Mario Lodovico Paradisi, y nació en San Giorgio di Lomellina, Italia. El pintor Luigi Paradisi era hermano suyo.
En sus inicios fue dramaturgo, escribiendo las comedias Santa canaglia y Valse bleue. Sin embargo, rápidamente pasó al cine, comenzando su carrera en la productora Pasquali Film, con la que trabajó hasta el año 1916. Fue sobre todo director, y en unos pocos filmes también actuó, come en Il carabiniere y I promessi sposi, ambos filmes de 1913, utilizando el pseudónimo Ugo Pardi.
Paradisi también trabajó para otras productoras, entre ellas Gloria Film, Itala Film, y Lombardo Film. En 1916 fue director artístico de Teatro Film, y en 1919 fundó en Turín una compañía productora propia, Paradisi Film.
Además de su actividad como actor y director, Paradisi también fue periodista cinematográfico en algunas revistas (La Vita Cinematografica, Corriere Cinematografico) y profesor de la Accademia d'Arte Muta de Génova, escuela de interpretación fundada y dirigida por su hermana Clelia, también actriz, y conocida con el nombre artístico de Paula Grey. A partir de 1929 fue, además, jefe de la oficina de prensa de la Società Anonima Stefano Pittaluga. 
Umberto Paradisi falleció en 1933 en Turín, Italia.

## Selección de su filmografía

### Actor
- Il carabiniere, de Ubaldo Maria Del Colle y Ernesto Maria Pasquali (1913)
- Il prezzo del perdono, de Alberto Carlo Lolli (1913)
- I promessi sposi, de Ubaldo Maria Del Colle (1913)

### Director
- Per il babbo (1913)
- La zia di Carlo (1913)
- Capricci di gran signore (1913)
- L'ordinanza (1914)
- L'esplosione del forte B.2 (1914), también actor
- La confessione (1914)
- Il principe di Florania (1914)
- Il film rivelatore (1914)
- Gli abitatori delle fogne (1914)
- Il ponte del diavolo (1914)
- I fratelli delle tenebre (1915)
- Ettore Fieramosca (1915)
- L'ultimo ostacolo (1915)
- L'ebreo errante (1916)
- Dagli Appennini alle Ande (1916)
- ...e i rettili furono vinti! (1916)
- Il sole e i pazzi (1920), también productor y actor
- Cavicchioni paladino dei dollari (1920)
- Il sogno d'oro di Cavicchioni (1920)
- Sei tu felicità (1920)
- Zampa di velluto (1920)
- La donna e i bruti (1920)
- Il fulmine sulla capanna (1922), también actor
- Un balilla del '48 (1927)
- Il figlio del corsaro (1929), codirigida con Roberto Malinverni